# اونگلیون: مرگ و تولد دوباره
نئون جنسیس اونگلیون: مرگ و تولد دوباره (新世紀エヴァンゲリオン 劇場版 シト新生 Shin Seiki Evangerion Gekijō-ban: Shi to Shinsei) که در ژاپن به نام اونگلیون: مرگ و تولد دوباره شناخته می‌شود، یک فیلم انیمه‌ای در سبک علمی تخیلی مکا محصول سال ۱۹۹۷ ژاپن است. در پاسخ به استقبالی که از مجموعه تلویزیونی نئون جنسیس اونگلیون و همچنین تقاضای طرفداران برای ارائه پایان «متفاوت» از مجموعه، دو فیلم سینمایی تهیه گشت. اولین آن‌ها اونگلیون: مرگ و تولد دوباره نام دارد. قسمت اول فیلم، تنها خلاصه‌ای از ۲۴ قسمت اول مجموعه است. در قسمت دوم ادامه داستان بعد از قسمت ۲۴ پی‌گرفته می‌شود.

## دنباله‌ها
- پایان اونگلیون